# Gory Gopéla
Gory Gopéla is een gemeente (commune) in de regio Kayes in Mali. De gemeente telt 7900 inwoners (2009).
De gemeente bestaat uit de volgende plaatsen:
- Bougountinti
- Dag-Dag
- Gory Gopéla
- Koumaréfara
- Tichy-Gansoye